# Hiroki Takahashi
Hiroki Takahashi (Japans: 高橋宏樹, Takahashi Hiroki) (Tokio, 1979) is een hedendaags Japans componist en trombonist.

## Levensloop
Takahashi kreeg op 8-jarige leeftijd tromboneles en op 10-jarige leeftijd pianoles. Hij ging op de Pan school of music en studeerde compositie en bewerking van klassieke westerse muziek. Hij won al spoedig prijzen zoals een 1e prijs op het "Sakurajima image song contest", een 1e prijs op het  "Nagano prefecture Shinshu Nakano image song contest" en op het "Tottori folk song arrangement contest".
Als componist schreef Takahashi vooral voor harmonieorkest en piano. 

## Composities

### Werken voor harmonieorkest
- 2005 Promenade march, naar een Engelse folk song
- 2005 Suite Poem "Meteor"
- 2007 ClusterLight of Pleiades
- 2009 Three Pieces for Band
- Apricot march
- Charmant chocolade
- Ceremonial bell
- Fanfare, ballad and fantasia
- Fantasy Creatures Suite
  1. Dragon
  2. Mermaids
  3. Unicorn
  4. Phoenix
- Graduations march
- Ingirisuminyo, mars
- Laa Bulgur, selectie
- Lycee Luke's sir forest
- Myth of sea and star and ground
- Nobilmente
- 0 north European poem it depends on the finnish folk song
- Pavane and Dance
- Poem of small suite month forest
- The old castle of 0 Grimm, voor saxofoonkwartet en harmonieorkest
- The Ryukyu folk song suite
- The Times
- Three inspiration from «Ryukyu folk song suite»
- Time of march
- With respect to 0 marches sky
- Waltz of angular whistle, voor hoorns en harmonieorkest